# Naver Corporation
Naver Corporation – dostawca usług internetowych mający siedzibę w Seongnam, w Korei Południowej. Założony w 1999 roku jako Naver Com (kor. 네이버컴), obsługuje portal z wyszukiwarką Naver i usługi popularnego portalu z grami Hangame. W 2001 roku firma zmieniła nazwę na NHN Corporation (Next Human Network) by odzwierciedlić swoje fuzje w 2010 roku. 1 października 2013 roku ponownie zmieniła nazwę na Naver Corporation by odzwierciedlić spin-off jej filii NHN Entertainment mającej nadzorować portal Hangame.
Jej spółki zależne w Japonii operują aplikacją Line, a także japońskimi wersjami portalu Naver i Hangame.

## Usługi w Korei
Naver, oficjalnie uruchomiony w 1999 roku, był pierwszym portalem w Korei Południowej który stworzył własne algorytmy przeszukiwania. Od tego czasu portal rozwinął się oferując także serwisy społecznościowe, serwisy informacyjne, mapy, książki, pocztę elektroniczną, a także pasek narzędzi w przeglądarce internetowej.
Hangame, pierwszy i największy online portal do gier, oferuje ponad 300 gier dla komputerów stacjonarnych i urządzeń mobilnych. Gatunki obejmują, MMORPG, FPS, a także gry sportowe i edukacyjne. Hangame dodatkowo oferuje ponad 100 gier przeglądarkowych, które pozwalają użytkownikom grać bez logowania się.
me2day to platforma do mikroblogów pozwalająca użytkownikom na dzieleniu się wiadomościami do 150 znakach długości.

## NHN Japan i Line
NHN Japan jest Japońską filią NHN. NHN Japonia została założona w celu nadzorowania portalami Hangame Japan, Naver Japan a także japońskimi ISP i blogową platformą Livedoor.
Line, został opracowany w odpowiedzi na niszczycielskie trzęsienia ziemi i tsunami z 2011 roku. Powszechne uszkodzenia infrastruktury telekomunikacyjnej Japonii zobowiązały pracowników NHN Japan polegać na narzędziach internetowych do komunikacji. Inżynierowie firmy odpowiedzieli tworząc aplikację Line, w czerwcu udostępniona została dla społeczeństwa. Od listopada 2013 roku, Line ma ponad 300 milionów użytkowników.
Sukces Line doprowadził do powstania Line Corporation w lutym 2013 roku. Line Corporation z siedzibą w Japonii, obecnie zarządza internetowymi przedsięwzięciami takimi jak Line, Naver Japan i Livedoor. Hangame Japan dalej rozwija gry elektroniczne.